# Lisa Gründing
Lisa Gründing (* 2. Dezember 1991 in Burgwedel) ist eine deutsche Volleyballspielerin.

## Karriere
Gründing begann ihre Karriere beim TSV Burgdorf, bevor sie über den USC Braunschweig zum Zweitligisten SC Langenhagen ging. In ihrer letzten Saison konnte die Außenangreiferin den Abstieg des Vereins in die Regionalliga nicht verhindern. Sie wechselte anschließend zum SC Potsdam. Dort wurde sie 2014 zur Mittelblockerin umgeschult. Mit der deutschen Nationalmannschaft nahm sie an der Europameisterschaft 2017 teil. Mit den Potsdamerinnen erreichte sie das in der Saison 2017/18 das Playoff-Viertelfinale, in dem sich der Dresdner SC durchsetzte. Nach der Saison wurde Gründing vom Ligakonkurrenten Ladies in Black Aachen verpflichtet. Sie nahm mit der Nationalmannschaft an der Nations League teil. Mit Aachen erreichte sie im DVV-Pokal 2018/19 und in den Bundesliga-Playoffs jeweils das Halbfinale. Außerdem spielte sie im Challenge Cup. Für die Saison 2019/20 kehrte sie zum SC Potsdam zurück.